# Гревилл, Чарльз, 7-й граф Уорик
Чарльз Гай Фулк Гревилл, 7-й граф Уорик, 7-й граф Брук (англ. Charles Guy Fulke Greville, 7th Earl of Warwick, 7th Earl Brooke; 4 марта 1911 — 20 января 1984) — британский пэр и последний граф Уорик, проживавший в семейном поместье Уорикский замок до его продажи в 1978 году. Он носил титул учтивости — лорд Брук с 1924 по 1928 год.

## Ранние годы
Чарльз Гай Фулк Гревилл родился 4 марта 1911 года по адресу Лоуэр-Гросвенор-Плейс-Уэст, 13а, Лондон. Старший сын Леопольда Гревилла, 8-го графа Уорика (1882—1928), и Эльфриды Марджори Иден (1887—1943), дочери сэра Уильяма Идена, 7-го баронета (1849—1915).
Он получил образование в Итонском колледже (Виндзор, графство Беркшир) и Шильонском колледже на Женевском озере в Швейцарии.
В январе 1928 года после смерти своего отца 16-летний Чарльз Гревилл унаследовал титулы 7-го графа Уорика и 7-го барона Брука. После завершения обучения он поступил на службу в гренадерскую гвардию в чине лейтенанта.

## Карьера

### Актерская карьера
В 1936 году лорд Уорвик стал первым британским дворянином, которому кинокомпания Metro-Goldwyn-Mayer предложила голливудский контракт. Он должен был получать 200 фунтов стерлингов в год, а также услуги камердинера и секретаря.
Газетные сообщения того времени предполагали, что причиной его заключения контракта на съемку фильма была сексуальная мотивация. Он называл свою зарплату своими «карманными деньгами» и «просто искал работу, как и все остальные». Он использовал сценический псевдоним Майкл Брук, чтобы дистанцироваться от своего аристократического происхождения. Через шесть месяцев Metro-Goldwyn-Mayer отказалась от него, что привело к длительной судебной тяжбе.
У лорда Уорика был ряд громких романов, включая Грету Гарбо, Марлен Дитрих и Полетт Годдар, он прославился общением в кругах знаменитостей.
В 1938 году ему предложили еще один шанс сыграть через кинокомпанию Paramount. Он получил главную роль в «Утреннем патруле» вместе с Дэвидом Нивеном и Эрролом Флинном. Однако это был его единственный массовый фильм, и после этого его исключили.

### Граф Уорик
После неудачи в США и с началом Второй мировой войны Уорвик вернулся в Великобританию. Ходили слухи, что нацистский военный преступник Рудольф Гесс провел одну ночь в Уорикском замке, пока его перевозили из Шотландии в Лондон.
Он был мэром Уорика в период с 1951 по 1952 год, организовывал большие празднования в честь успеха боксера Рэндольфа Терпина после того, как он стал чемпионом мира в среднем весе, и принимал короля Георга VI и королеву Елизавету в Уорикском замке, когда они посетили Уорик и Лимингтон в 1951 году.
Лорд Уорвик был консервативным членом Палаты лордов. Его политические действия включали успешное противодействие определенным сельскохозяйственным мерам. Он поддерживал своего дядю, премьер-министра Энтони Идена, который сменил Уинстона Черчилля в 1950-х годах.
Чарльз Гревилл занимал должности члена Совета графства Уорикшир (1934—1936), мирового судьи и заместителя лейтенанта Уорикшира (1952).

### Дальнейшая жизнь
В 1955 году лорд Уорвик купил дома в Швейцарии, Италии и Франции и начал путешествовать между этими тремя странами. В 1957 году он профинансировал и основал лыжный клуб Eagle в Гштааде, Швейцария, став его первым почетным президентом.
В течение следующего десятилетия граф Уорвик, широко известный как один из самых богатых людей Британии, начал продавать многие семейные владения, в том числе Уорикский замок, семейные реликвии и большую часть коллекции доспехов. В 1969 году он уехал из Англии, чтобы избежать британских налогов.
В 1967 году он передал контроль над своими семейными поместьями своему сыну Дэвиду Гревиллу, лорду Бруку. Его сын продал Уорикский замок мадам Тюссо в 1978 году, что вызвало публичную ссору между отцом и сыном.

## Личная жизнь
Лорд Уорвик был женат трижды. Он также был помолвлен с Маргарет Уигэм (1912—1993), впоследствии герцогиней Аргайл, но помолвка была разорвана в марте 1932 года.
11 июля 1933 года он женился первым браком на своей троюродной сестре Роуз Бингэм (14 марта 1913 — 29 декабря 1972), дочери лейтенанта Дэвида Сесила Бингэма и леди Розабель Миллисент Сент-Клер-Эрскин. До развода в 1938 году у Чарльза и Роуз был один сын:
- Дэвид Робин Фрэнсис Гай Гревилл, 8-й граф Уорик (15 мая 1934 — 20 января 1996)[11]

Второй брак лорда Уорика состоялся 19 февраля 1942 года на Мэри Кэтлин (урожденной Хопкинсон) Белл. Мэри, бывшая жена Гарольда Эдварда Белла, была старшей дочерью Перси Клиффорда Хопкинсона из Сибарна в Кингстон-Горсе. В 1947 году лорд Уорик признал себя виновным в «обналичивании двух чеков в Каннах, Франция, получив таким образом франки за фунты в нарушение правил британского казначейства», и был оштрафован на 1150 фунтов стерлингов . Они развелись в 1949 году.
Лорд Уорвик женился в третий раз 25 ноября 1963 года на Джанин Жозефине Детри де Марес, дочери Жоржа Детри де Мареса, бельгийского газетного магната.
После смерти лорда Уорика в Риме 20 января 1984 года Дэвид Гревилл, 8-й граф Уорик, его единственный сын от первой жены, унаследовал его титулы. Он был похоронен в церкви Святой Марии в Уорике.